# Johnsonville (Carolina del Sud)
Johnsonville è un comune degli Stati Uniti d'America, situato in Carolina del Sud, nella Contea di Florence.